# Зелена бъбрица
Зелена бъбрица (Anthus hodgsoni) е вид птица от семейство Стърчиопашкови (Motacillidae).

## Разпространение и местообитание
Разпространен е в Бангладеш, Бутан, Виетнам, Индия, Камбоджа, Китай, Кувейт, Лаос, Малайзия, Мианмар, Монголия, Непал, Обединените арабски емирства, Оман, Русия, Северна Корея, Тайланд, Филипините, Хонконг, Южна Корея и Япония.